# Пјанеца (Ђенова)
Пјанеца (итал. Pianezza) је насеље у Италији у округу Ђенова, региону Лигурија.
Према процени из 2011. у насељу је живело 176 становника. Насеље се налази на надморској висини од 80 м.